# Windpark A7
Windpark A7 is een Nederlands windmolenpark aan de noordzijde van Rijksweg 7 ten westen buurtschap Harkezijl en ten zuidwesten van buurtschap Koudehuizum in de gemeente Súdwest-Fryslân. Het park is op 7 mei 2009 geopend door toenmalig minister van VROM Jacqueline Cramer. 
Het park bestaat uit vier in een lijnopstelling geplaatste windmolens met een masthoogte van 78 meter. Windpark A7 is aangelegd ter vervanging van twaalf verouderde, verspreid staande tweewiekers die in de jaren 80 in de kop van Friesland zijn neergezet. De oude molens wekten energie op voor 850 huishoudens, het nieuwe park kan energie opwekken voor 10.000 huishoudens.

## Fotogalerij

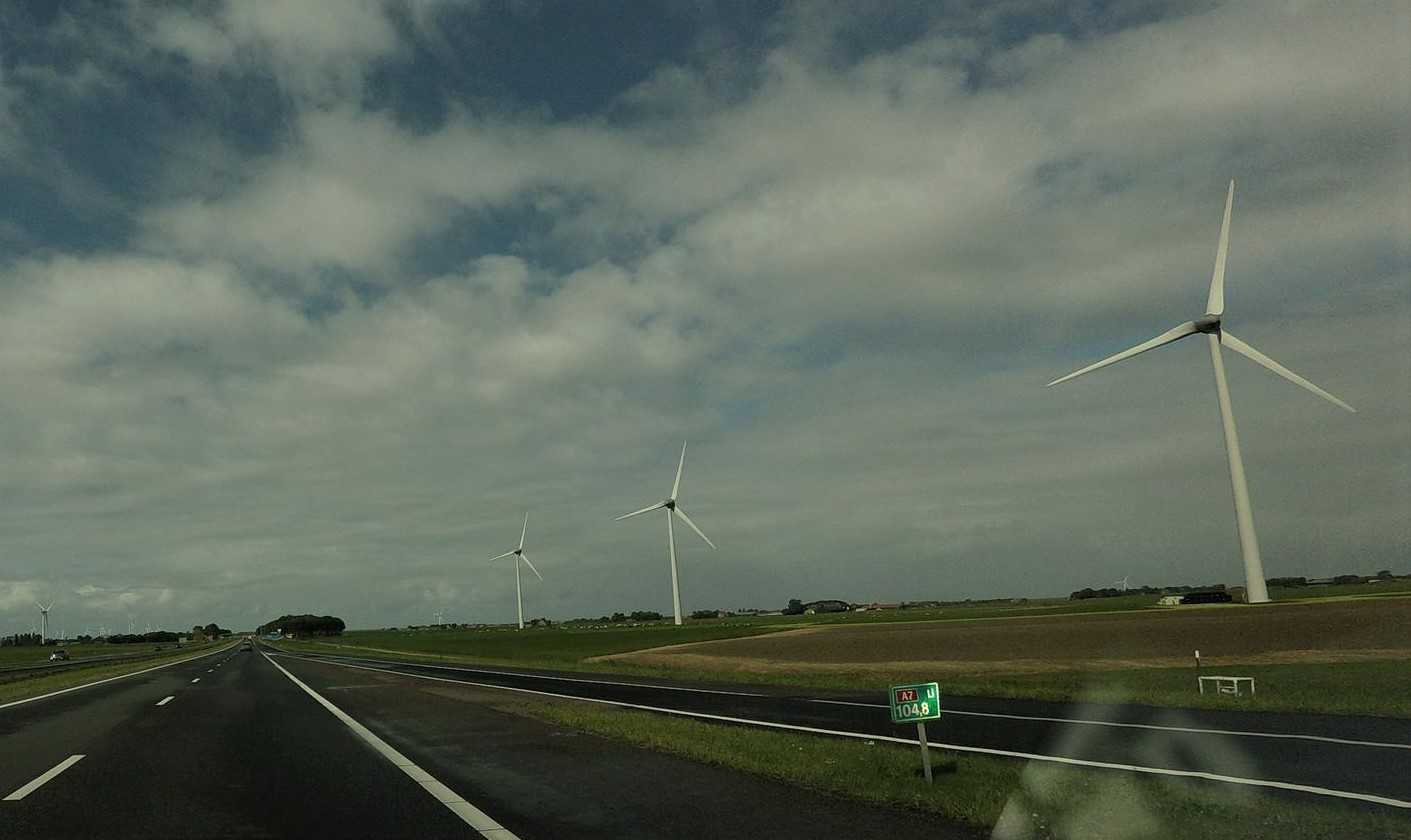
Drie van de vier windmolens langs de A7
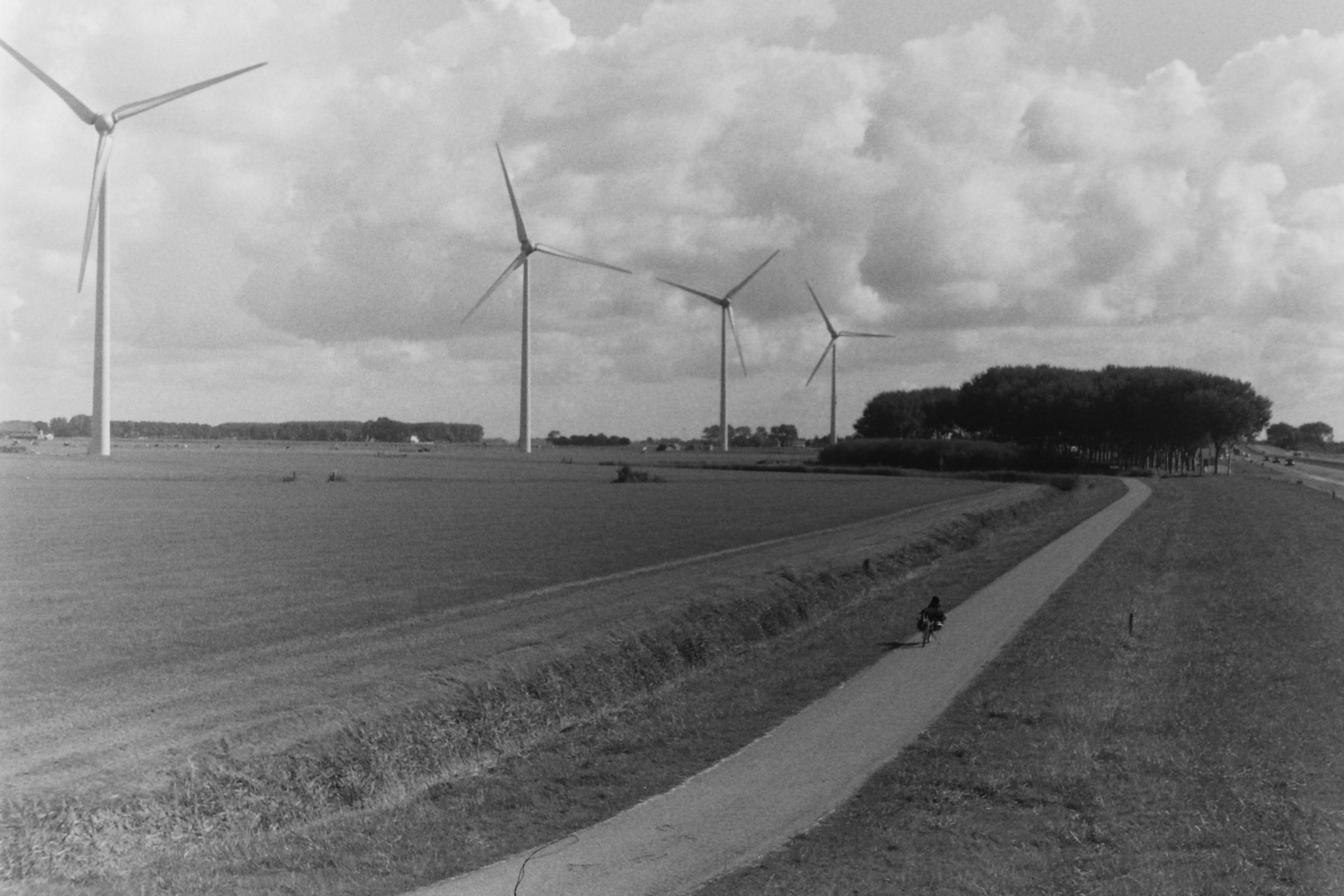
Windpark A7 met parkeerplaats Wildinge en begeleidend fietspad